# Maria Pavlovna af Rusland (1786-1859)
 Der er flere personer med dette navn, se Maria Pavlovna af Rusland.
Maria Pavlovna af Rusland (russisk: Мария Павловна; tr. Marija Pavlovna) (16. februar 1786 – 23. juni 1859) var en russisk storfyrstinde, der var storhertuginde af Sachsen-Weimar-Eisenach fra 1828 til 1853. Hun var datter af tsar Pavel 1. af Rusland og blev gift med storhertug Karl Frederik af Sachsen-Weimar-Eisenach i 1804.

## Biografi

### Tidlige liv
Storfyrstinde Maria Pavlovna blev født den 16. februar 1786 i Sankt Petersborg i det Russiske Kejserrige. Hun var det femte barn og tredje datter af tsar Pavel 1. af Rusland i hans andet ægteskab med Sophie Dorothea af Württemberg.

### Ægteskab
Storfyrstinde Maria blev gift den 3. august 1799 i Sankt Petersborg med arveprins Karl Frederik af Sachsen-Weimar-Eisenach. I ægteskabet blev der født fire børn, heriblandt Augusta, der senere blev tysk kejserinde og storhertug Karl Alexander af Sachsen-Weimar-Eisenach.

### Død
Storhertuginde Maria døde 73 år gammel den 23. juni 1859 på Schloss Belvedere udenfor Weimar.

## Eksterne links
- Wikimedia Commons har flere filer relateret til Maria Pavlovna af Rusland (1786-1859)